# پورت بلر
پورت بلر مرکز ناحیه جزایر آندامان و نیکوبار در هند هست. جمعیت شهر در سال ۲۰۱۱ حدود ۱۰۰ هزار نفر بود.